# 도나텔라 피노키아로
도나텔라 피노키아로(Donatella Finocchiaro, 1970년 11월 16일 ~ )는 이탈리아의 배우이다.

## 출연 작품
- 카프리 레볼루션 (2018)
- 튜리파니, 러브, 아너 앤 어 바이시클 (2017)
- 원하는 대로 (2017)
- 혼자서 (2015)
- 미오 파파 (2014)
- 워 스토리 (2014)
- 마리나 (2013)
- 매뉴얼 오브 러브 3 (2011)
- 안데이터 리토노 (2011)
- 온 더 웨이 홈 (2011)
- 테라페르마 (2011)
- 로스트 키스 (2010)
- 소렐레 마이 (2010)
- 리허설 포 어 시칠리안 트래지디 (2009)
- 더 스위트 앤 더 비터 (2007)
- 뷔페 (2007)
- 돈 메이크 애니 플란스 포 투나잇 (2006)
- 웨딩 디렉터 (2006)
- 안젤라 (2002)